# Chris Montague

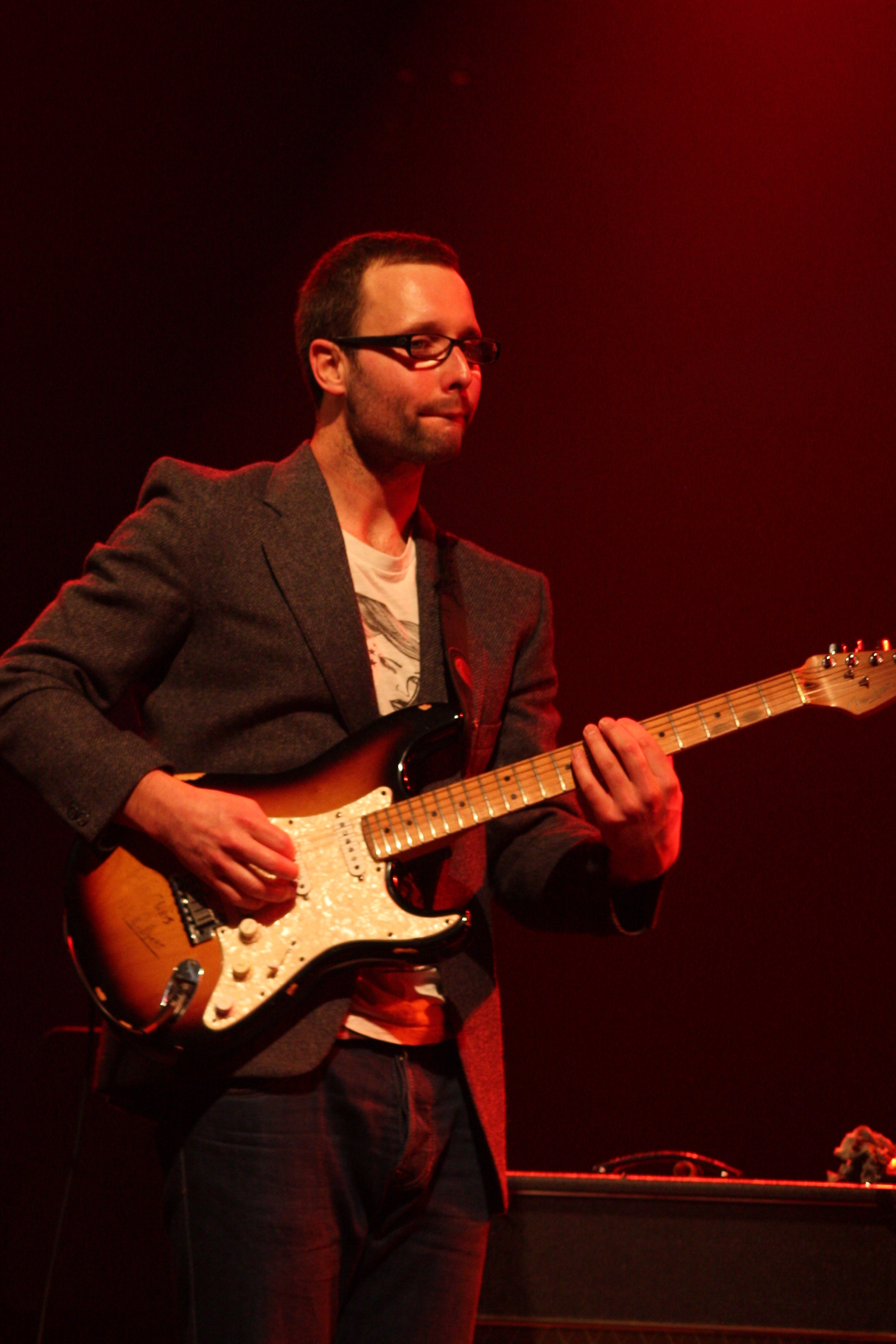
Chris Montague mit Troyka auf dem Deutschen Jazzfestival 2013

Chris Montague (* um 1985 in Gateshead) ist ein britischer Jazz- und Fusionmusiker (Gitarre, Komposition).

## Leben und Wirken
Chris Montague begann früh Gitarre zu spielen; später erhielt er in Newcastle Unterricht bei Jimi Savage und spielte Bluesrock. Nach dem Studium an der Royal Academy of Music arbeitete er in der britischen Jazzszene. 2008 war er (mit Kit Downes und Josh Blackmore) Gründungsmitglied des Trios Troyka, 2013 von seinem Big-Band-Ableger Troykestra. Er spielte außerdem mit Benny Grebs Moving Parts, Django Bates, Gwilym Simcock, mit Tim Ries’ Rolling Stones Project, Charlie Watts, Darryl Jones, Chuck Leavell, Colin Towns’ Blue Touch Paper, Mark Lockheart, Nick Smarts Trogon, Trish Clowes (A View with a Room, 2022), im James Taylor Quartet und Rory Simmons Monocled Man.
2020 legte Montagne sein von der Kritik gefeiertes Album Warmer than Blood vor, an dem Kit Downes und Ruth Goller mitgewirkt hatten. Es ist ein einzigartiger Klang, der vielleicht die langjährige kreative Beziehung zwischen diesen drei Musikern widerspiegelt, lobte Jimmy Stein in Something Else!. Im Bereich des Jazz war er laut Tom Lord zwischen 2008 und 2019 an 13 Aufnahmesessions beteiligt.
Als Komponist hat Montagne auch für Bigbands und für große Gitarrenensemble geschrieben. Er lebt in Chesham, Buckinghamshire.

## Preise und Auszeichnungen
Montagne wurde 2006 bei der International Guitar Competition auf dem Montreux Jazz Festival ausgezeichnet. 2013 wurde er zum assoziierten Mitglied der Royal Academy of Music ernannt. 2017 wurde er von der Arts Foundation als Jazzkomponist mit einem Preis gewürdigt.

## Diskographische Hinweise
- Troyka (2008), mit Kit Downes, Joshua Blackmore
- Troyka: Moxxy (Deition, 2012) dto.
- Troyka: Ornithophobia (Naim, 2014) dto.
- Monocled Man: We Drift Meridian (Whirlwind, 2016)
- Warmer than Blood (Whirlwind, 2020)